# Échelle de Beaufort

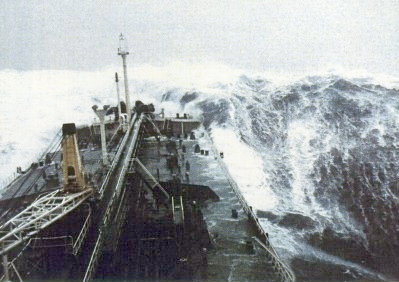
Image d'un navire par très forte tempête (force 12).

Pour les articles homonymes, voir Beaufort.
L'échelle de Beaufort est une échelle de mesure empirique, comportant 13 degrés (de 0 à 12), de la vitesse moyenne du vent sur une durée de dix minutes utilisée dans les milieux maritimes. Initialement, le degré Beaufort correspond à un état de la mer associé à une « fourchette » de la vitesse moyenne du vent. Même si, de nos jours, cette vitesse peut être mesurée avec une bonne précision à l'aide d'un anémomètre, il reste commode, en mer, d'estimer cette vitesse par la seule observation des effets du vent sur la surface de la mer.
Il revient à l'amiral britannique Francis Beaufort (1774-1857) d'avoir, en 1805, imaginé une échelle comportant des critères assez précis pour quantifier le vent en mer et permettre la diffusion d'informations fiables universellement comprises. Ce fut l'« échelle de Beaufort ».
Une des raisons de la création de cette échelle était de fournir un guide de manœuvre aux commandants des navires de guerre anglais, guide basé sur des critères précis et objectifs d'appréciation des conditions de vent et de mer. En effet, à l'époque des guerres napoléoniennes la marine anglaise avait connu une fièvre de constructions neuves et de recrutement d'officiers. Ces derniers étaient relativement jeunes et portés à « torcher de la toile », à ne réduire la voilure que tardivement, avec pour conséquence des avaries de mâture, des voiles déchirées et des accidents de personne. En l'absence d'anémomètres à lecture instantanée, l'appréciation de la force du vent devait se faire par observation directe de l'état de la mer, (présence ou non de « moutons », traînées d'embruns, etc.). Elle était assortie d'une série d'instructions nautiques préconisant les prises de ris (réductions de voilure) adaptées aux circonstances.
D'autres critères y furent adjoints pour étendre son application à terre. Bien que très employée, l'expression « un vent de 4 Beaufort avec des rafales à 6 » est incorrecte. En effet, l'échelle de Beaufort est strictement réservée au vent dit établi, c'est-à-dire à la vitesse moyenne de l'écoulement d'air sur une durée déterminée (par convention, cette durée est établie à 10 min pour le calcul des échelons Beaufort). De plus, les effets d'une rafale sont nettement différents d'un vent moyen pour une même vitesse de vent. En situation normale, les rafales peuvent être supérieures de 40 % au vent moyen. Le symbole de l'échelle de Beaufort est « Bf ».
En France, à partir de force 7, les conditions météo sont jugées sérieuses, en particulier pour les embarcations côtières. C'est pourquoi le Centre régional opérationnel de surveillance et de sauvetage (CROSS) émet un Bulletin météorologique spécial (BMS sur les sites de prévisions) sur la VHF pour alerter les marins.
Les notions de « vent faible », « modéré » ou « violent » sont, elles, des notions subjectives, dont l'emploi dépend du public-cible auquel il s'adresse. Ainsi, en météorologie marine, l'expression « vent violent » peut être employée pour des vents à partir de force 9 (fort coup de vent), tandis qu'à terre, sous l'influence des compagnies d'assurance, c'est la vitesse des rafales qui est prise en compte, et il est possible de rencontrer l'expression pour des rafales survenant à partir de force 6 (vent frais).

## Détails
| Force | Termes            | Symboles | Vitesse en nœuds       | Vitesse en kilomètres par heure | État de la mer | Effets à terre (à 10 m de hauteur, en terrain plat et à découvert)                                                                                    | Photo de l'état de la mer     |
| ----- | ----------------- | -------- | ---------------------- | ------------------------------- | --- | --- | ----------------------------- |
| 0     | Calme             |          | moins de 1             | moins de 1                      | La mer est comme un miroir, lisse et sans vague. | La fumée monte verticalement. Les feuilles des arbres ne témoignent d'aucun mouvement.                                                                | Echelle de Beaufort, force 0  |
| 1     | Très légère brise |          | 1 à 3                  | 1 à 5                           | Quelques rides (appelées risée ou risette) ressemblant à des écailles de poisson, mais sans aucune écume. Vagues de 0 à 0,2 m. | La fumée indique la direction du vent. Les girouettes ne s'orientent pas.                                                                             | Echelle de Beaufort, force 1  |
| 2     | Légère brise      |          | 4 à 6                  | 6 à 11                          | Vaguelettes ne déferlant pas, de 0,2 à 0,5 m. | On sent le vent sur le visage. Les feuilles s'agitent. Les girouettes s'orientent.                                                                    | Echelle de Beaufort, force 2  |
| 3     | Petite brise      |          | 7 à 10                 | 12 à 19                         | Très petites vagues de 0,5 à 1 m. Les crêtes d'écume blanche (appelées moutons) commencent à déferler çà et là. Écume d'aspect vitreux. | Les drapeaux flottent au vent. Les feuilles sont sans cesse en mouvement.                                                                             | Echelle de Beaufort, force 3  |
| 4     | Jolie brise       |          | 11 à 16                | 20 à 28                         | Petites vagues de 1 à 2 m, de nombreux moutons. | Les poussières s'envolent. Les petites branches plient.                                                                                               | Echelle de Beaufort, force 4  |
| 5     | Bonne brise       |          | 17 à 21                | 29 à 38                         | Vagues modérées 2 à 3 m, moutons, éventuellement embruns. | Le tronc des arbustes et arbrisseaux en feuilles balance. La cime de tous les arbres est agitée. Des vaguelettes se forment sur les eaux intérieures. | Echelle de Beaufort, force 5  |
| 6     | Vent frais        |          | 22 à 27                | 39 à 49                         | Crêtes d'écume blanches, lames, embruns, vagues de 3 à 4 m. | On entend siffler le vent. Les branches de large diamètre s'agitent. Les parapluies sont susceptibles de se retourner.                                | Echelle de Beaufort, force 6  |
| 7     | Grand frais       |          | 28 à 33                | 50 à 61                         | Trainées d'écume, lames déferlantes, vagues de 4 à 5,5 m. | Tous les arbres balancent. La marche contre le vent peut devenir difficile.                                                                           | Echelle de Beaufort, force 7  |
| 8     | Coup de vent      |          | 34 à 40                | 62 à 74                         | Tourbillons d'écume à la crête des lames, trainées d'écume, vagues de 5,5 à 7,5 m | Les branches sont susceptibles de casser. La marche contre le vent est très difficile, voire impossible.                                              | Echelle de Beaufort, force 8  |
| 9     | Fort coup de vent |          | 41 à 47                | 75 à 88                         | Lames déferlantes grosses à énormes, visibilité réduite par les embruns, vagues de 7 à 10 m. | Le vent peut légèrement endommager les bâtiments : envols de tuiles, d'ardoises, chutes de cheminées.                                                 | Echelle de Beaufort, force 9  |
| 10    | Tempête           |          | 48 à 55                | 89 à 102                        | Conditions exceptionnelles : Très grosses lames à longue crête en panache. L'écume produite s'agglomère en larges bancs et est soufflée dans le lit du vent en épaisses trainées blanches. Dans son ensemble, la surface des eaux semble blanche. Le déferlement en rouleaux devient intense et brutal. Visibilité réduite. Vagues de 9 à 12,5 m.                  | Dégâts importants aux bâtiments. Les toits sont susceptibles de s'envoler. Certains arbres sont déracinés.                                            | Echelle de Beaufort, force 10 |
| 11    | Violente tempête  |          | 56 à 63                | 103 à 117                       | Conditions exceptionnelles : Lames exceptionnellement hautes (les navires de petit et moyen tonnage peuvent, par instant, être perdus de vue). La mer est complètement recouverte de bancs d'écume blanche élongés dans la direction du vent. Partout, le bord de la crête des lames est soufflé et donne de la mousse. Visibilité réduite. Vagues de 11,5 à 16 m. | Ravages étendus et importants. | Echelle de Beaufort, force 11 |
| 12    | Vent d'ouragan    |          | égal ou supérieur à 64 | supérieur à 118                 | Conditions exceptionnelles dues aux vents qui soufflent à plus de 120 km/h : l'air est plein d'embruns. La mer est entièrement blanche du fait des bancs d'écume dérivants. Visibilité fortement réduite. Vagues supérieures à 14 m. | Dégâts très importants de l'ordre de la catastrophe naturelle.                                                                                        | Echelle de Beaufort, force 12 |

## Calcul
- Il existe une formule permettant de calculer avec une bonne approximation la vitesse du vent à partir du degré Beaufort.

La formule de base a été établie par des mesures aux îles Scilly et reconnue internationalement en 1947 par la conférence météorologique de Toronto; la hauteur de mesure de la vitesse du vent étant normalisée à 10 m, la vitesse du vent est :
{\displaystyle v=1,62.B^{\frac {3}{2}}}, avec {\displaystyle v}, vitesse du vent en nœuds, et {\displaystyle B} en Beaufort.
Ce qui donne avec d'autres unités :

{\displaystyle v=3.B^{\frac {3}{2}}\,}, si {\displaystyle v} est en km/h,

{\displaystyle v=0,8334.B^{\frac {3}{2}}}, si {\displaystyle v} est en m/s.
- On peut inversement calculer le degré Beaufort à partir de la vitesse du vent. On peut l'exprimer aussi sous la forme suivante :

Le degré Beaufort est égal à l'entier le plus proche de la racine cubique du quotient par 9 du carré de la vitesse du vent en km/h.
{\displaystyle {\text{Beaufort}}\approx {\sqrt[{3}]{\frac {v^{2}}{9}}}\,}, avec {\displaystyle v} la vitesse du vent en km/h
Cette formule est exacte, mais au-dessus de 118 km/h le résultat est au delà de l'échelle de Beaufort.

## Une relation facile à retenir et calculer
Notons
kts : vitesse du vent en nœuds
bf : la classification du vent dans l'échelle de Beaufort
- En dessous de 8 Beaufort :

{\displaystyle 5\times (bf-1)\approx kts}
(exemple pour un vent de 6 Beaufort : {\displaystyle 5\times (6-1)=25} nœuds)
ou
{\displaystyle (kts/5)+1\approx bf}
(exemple pour 15 nœuds de vent : {\displaystyle (15/5)+1=4} Beaufort
- À partir de 8 Beaufort :

{\displaystyle 5\times bf\approx kts}
(exemple pour un vent de 9 Beaufort : {\displaystyle 5\times 9=45} nœuds)
ou
{\displaystyle kts/5\approx bf}
(exemple pour 50 nœuds de vent : {\displaystyle 50/5=10} Beaufort)